# ビリーヴ (シェールの曲)
「ビリーヴ」（英語：Believe）は、アメリカ合衆国の歌手・女優であるシェールのポップソングである。シェールの23枚目のアルバム『ビリーヴ』からの最初のシングルとして、1998年の年末に多くの国で発売された。
このシングルは世界で1,000万枚以上の売上を記録する空前のヒットとなった。
2000年のグラミー賞では、レコード・オブ・ザ・イヤーにノミネートされ、ベスト・ダンス賞を受賞した。
「ビリーヴ」はピッチ補正ソフトのオートチューンを使ってボーカルにエフェクトをかけられていることで有名で、この技術は「シェール・エフェクト」と呼ばれる。
この曲はBillboard Hot 100で1998年12月19日に、99位でチャートインした。順位は上昇し、1999年3月13日から4週間連続1位を記録した。
「ビリーヴ」はVH1の「100 Greatest Songs of the 90's」では 74位にランクしている。
この曲のゼノマニア・ミックス・ヴァージョンは、オーストラリアのラジオでもっともエアプレイされた。
日本では1999年に、TV番組からデビューした女性ユニットのミスMapsが日本語詞でカバーした。

## 制作背景
この曲は6人のソングライターと、2人のプロデューサーとエグゼクティブプロデューサーのロブ・ディッキンス（元ワーナー・ブラザースの責任者）で制作され、プロデューサーのマーク・テイラーが曲名を「strange one」から「Believe」に変更した。当初はブライアン・ヒギンス、マシュー・グレイ、スチュワート・マクレノンとティム・パウエルによって書かれ、ワーナーで何ヶ月もデモ・ヴァージョンが回されていた。マーク・テイラーは以下のように語っている。

「この曲はコーラスの評判はよかったが、他の部分はそうではなかった。私たちはシェールに他の曲を書いていたので、ロブはこの曲を整理できるか私たちにきいてきた。しかし、結局スティーヴ・トーチとポール・バリーという2人のソングライターが仕上げ、ロブとシェールが満足する歌ができあがった。」
デモ・ヴァージョンから、マークとブライアンはプロデュースをしている。マークは以下のように語っている。
 
「シェールによるダンス・ミュージックを、ロブがつくりたがっている意向を私たちは知っていた。しかし、根幹部分は、シェールの既存のファンを遠ざけないように気をつけた。」
シェールのボーカルが3台のTASCAM DA88デジタル・オーディオ・レコーダーで録音されている間、すべてのトラックはiMac G3コンピュータとCubase VST、およびClavia Nord Rack・Oberheim Matrix 1000などのシンセサイザーを使用して組み立てられた。
歌はイギリスのサリーで録音され、エレクトリック・ライト・オーケストラの「Prologue」と「Epilogue」がサンプリングされている。

### シェール・エフェクト
シェールの声は、ピッチ訂正されることによって変えられている。プロデューサーのマーク・テイラーは、シェールのボーカルにエフェクトをかけた。当時のインタビューでは、ヴォコーダー (DigiTech Talker) を購入したが、その後ヴォコーダーではオートチューンでつくれるような極端なエフェクトは作成できないことが判明したと言っている。
テイラーはエフェクトについても語っている。「エフェクトは、プロジェクトにとって最もナーバスなものだった。なぜなら、シェール自身がエフェクト後の声を聞いて、何て言うかが私には予測できなかったためだ。」しかし、シェールがこの音を聞いたとき、「この音は素晴らしい」と言った。レコード会社がエフェクトを取り除こうとしたとき、彼女は「私の目が黒いうちはそんなことはさせない！」と答えた。この曲が大成功したため、オートチューンの使用は非常にポピュラーとなり、多くのアーティストが模倣した。これは「シェール・エフェクト」として知られている。

## レビュー
ビルボードは、この曲について「シェールが長い間レコーディングしたものの中で、最もすばらしい作品」と評している。

## チャート・アクション
1998年に録音されて発売されたこの曲は、世界23か国で 1位を記録した。1999年1月12日に、Billboard Hot 100のTop 40にランクインすると、3月2日に 1位を記録した。それは、今までで 1位を記録した最も高齢な女性（52歳）となる記録だった。シェールは、最も長く期間があいたNo.1ヒットをもつソロ・アーティストとしての記録もつくった。彼女の前回のNo.1ヒットは、1974年の「ダーク・レディー」だった。また、「ビリーヴ」は Billboard Hot 100と Hot Dance Club Play Chartで1位を記録し、彼女の全経歴の中で最大のヒットシングルとなった。イギリスでは、全英シングルチャートで7週間連続1位を記録し、イギリスで1998年に最も売れたシングルとなった。2011年1月現在、「ビリーヴ」は女性アーティストの作品の中でイギリスで最も売れたシングルである。
この曲のヒットは、各国のシングル・チャートのみではなく、大部分の国のダンスチャートにもランクインした。アメリカの Hot Dance Club Play Chart では23週間ランクインしてそのうち5週間1位を記録したほか、ヨーロッパの Hot Dance Charts では22週間1位を記録した。Billboard Hot Dance Singles Sales Chart では1999年に21週間1位を記録した後、その1年後でさえまだTop 10の中に残っていた。
2008年10月13日、オーストラリアのVH1のTop 10 Number One Pop Songs countdown では投票により10位にランクインした。「ビリーヴ」は第42回グラミー賞のレコード・オブ・ザ・イヤーとベスト・ダンス・レコーディングにノミネートされ、ベスト・ダンス・レコーディングを受賞した。

## ミュージック・ビデオ
「ビリーヴ」のミュージック・ビデオでは、シェールはナイトクラブのステージで頭飾りをつけてエフェクトされた声で歌っている。その中で失恋した後の女性が、新しいガールフレンドと一緒にいる前のボーイフレンドに近づけない様子をあらわしている。